# Helga Krüger (Soziologin)
Helga Krüger (* 1. April 1940; † 22. Februar 2008 in Bremen) war eine deutsche Soziologin und Erziehungswissenschaftlerin. Zuletzt war sie Professorin an der Universität Bremen.

## Biografie
Krüger war die Tochter eines Zahnarztes und seiner Zahnarzthelferin. Als ihr Vater im Zweiten Weltkrieg 1939/40 fiel, zog die Familie nach Dortmund zur mütterlichen Familie. Krüger vertiefte ihre französischen Sprachkenntnisse als Au-pair-Mädchen in Paris.
Sie studierte ab 1960 Romanistik, Philosophie, Sportwissenschaften und Soziologie an der Universität Marburg, der Universität Kiel und der Universidad Nacional de Colombia in Bogotá. 1967 erwarb sie den Abschluss für das Lehramt an Gymnasien mit den Fächern Romanistik, Sport und Soziologie. 1970  promovierte sie zur Dr. phil. im Bereich Soziologie mit einer literatursoziologischen Dissertation.
Von 1970 bis 1971 war sie Wissenschaftliche Assistentin im Fachbereich Soziologie an der Universität Bielefeld, von 1971 bis 1974 Wissenschaftliche Rätin für Soziologie an der Universität Hamburg und von 1974 bis 2008 Professorin für Soziologie, familiale und berufliche Sozialisation an der Universität Bremen.

Sie war darüber hinaus engagiert:
- während der Studentenzeit in Kiel beim Sozialistischen Deutschen Studentenbund (SDS)
- als stellvertretende Vorsitzende der Expertenkommission der Bundesregierung zur Erstellung des 7. Familienberichts (2003–2005) sowie Leiterin des Forschungsschwerpunkts Arbeit und Bildung
- von 1986 bis 1994 als Mitbegründerin (zeitweise stellv. Sprecherin, 1998/99 Sprecherin) des Sonderforschungsbereichs Statuspassagen und Risikolagen im Lebensverlauf der DFG in Bremen
- 1988 bis 2001 als Leiterin des DFG-Graduiertenkollegs
- als Redaktionsmitglied bei Zeitschrift für Familienforschung (ZfF), Jahrbuch Bildung und Arbeit, Sozialwissenschaftliche Literaturrundschau und neue praxis

Krüger war mit dem Hochschullehrer Wilfried Müller verheiratet; beide haben zwei Kinder. Helga Krüger liegt auf dem Riensberger Friedhof in Bremen-Schwachhausen begraben.

## Forschungsschwerpunkte
Krüger forschte zur Sozialstruktur und zur familialen/beruflichen Sozialisation, zur Geschlechterpolitik in der Berufsbildungs- und Berufsstruktur, zum sozialen Wandel im Geschlechterverhältnis, zum Lebenslauf-, Arbeitsmarktsegmentations- und zur Familienforschung. Sie leistete einen wichtigen Beitrag zur Entwicklung der Pflegewissenschaft in Deutschland. Einige ihrer ehemaligen Doktoranden und Doktorandinnen bekleiden inzwischen einen Lehrstuhl für Pflegewissenschaft, so etwa Hartmut Remmers (Universität Osnabrück) und Margret Flieder (Ev. Hochschule Darmstadt).

## Schriften
- Dissertation: Die Märchen von Charles Perrault und ihre Leser, 1970.
- Hans Bertram, Helga Krüger, Katharina Spiess: Wem gehört die Familie der Zukunft? Expertisen zum 7. Familienbericht der Bundesregierung. Budrich, Leverkusen 2006, ISBN 3-86649-049-6.